# Операция Нортуудс
Операция „Нортуудс“ (или само „Нортуудс“) е планирана от Министерството на отбраната на САЩ през 1962 г., за да предизвика симулиран или действителен тероризъм и насилие срещу американски територии или американските интереси, като прехвърли вината за тях на Куба и по този начин да си осигури обществена подкрепа от страна на населението на САЩ за военни действия срещу правителството на Фидел Кастро. Като част от правителствена операция на анти-Кастро инициатива на САЩ планът, който не е бил реализиран, е включвал действия под чужд флаг, в това число симулирани или действителни терористични нападения над американска и кубинска територия. Инициатори на този план били високопоставени лица от Министерството на отбраната, включително и председателят на Обединената комисия на началник-щабовете генерал Лиман Луис Лемницер.
Плановете за терористични нападения, предложени в Операция „Нортуудс“, са част от няколко теории за конспирация относно 11 септември. Те формират и основния мотив във филма „Loose Change“ (2003 г.), който е един от най-гледаните филми в Google video, както и на DVD. Те са включени и в няколко сайта на тема конспирации (например „Did the ghosts of Operations Northwoods… return to haunt us on Sept. 11?“) и са публикувани в няколко новинарски доклада (например Salon.com).

## Начало и публикации
Документът е представен от председателя на началник-щабовете пред секретаря на отбраната Робърт МакНамара на 13 март с един параграф, одобрен като предварително изложение на планираните цели.
Този документ е направен обществено достояние на 18 ноември 1997 г. от Асоциация „Дж. Ф. Кенеди“ разсекретяване на документи, част от правителствената организация „Дж. Ф. Кенеди“. Общо около 1500 страници, някога секретни, проследяващи периода от 1962 до 1964, са едновременно разсекретени по думите на отдела по разсекретяване на документи.
Appendix to Enclosure A и Annex to Appendix to Enclosure A от документите за Операция „Нортуудс“ са публикувани онлайн за пръв път от Архива на националната сигурност на 6 ноември 1998 във взаимен проект със CNN, като част от документална поредица на CNN от 1998 „Втората световна война“, по-конкретно като част от „Епизод 10: Куба“, излязъл в ефир на 29 ноември 1998 г. Annex to Appendix to Enclosure A е част от документацията, която съдържа предложения за подготовка на терористични атаки.

## Сходна операция „Монгоус“
Като допълнение към Операция „Нортуудс“, под операция „Монгоус“ Министерство на отбраната предлага множество сходни действия срещу режима на Фидел Кастро в Куба.
Дванадесет от тези предложения идват от Меморандума на 2 февруари 1962 г., озаглавен „Възможни действия за провокиране, тормоз и разрушаване на Куба“, написан от ген. Уилям Крейг и представен на ген. Едуард Ландсдейл, командир на проекта „Операция Монгоус“.
Меморандумът описва Операция „Бинго“ като план, който трябва, според думите си, „да инсценира атаки над американски учреждения в Куба, които да предоставят претекст за военни нападения, в резултат на които да се свали кубинското правителство“.
Меморандумът включва и Операция „Дърти Трик“ (мръсен номер), план да обвинят Кастро през 1962, ако космическият полет „Меркурий“ с Джон Глен на борда се разбие, казвайки: „Целта е да се предостави неоспоримо доказателство, че извънорбиталният полет на «Меркурий» се е провалил по вина на кубинските комунисти… Това ще се постигне чрез подправянето на много парчета от доказателства, което ще докаже електронна намеса от кубинска страна“
Дори и след като ген. Лиман Лемницер губи работата си като председател на началник-щабовете, началниците на щабовете продължават да планират нападения под чужд флаг поне до 1963 г. Вече друг екип в Министерството на отбраната създава документация през 1963, в която обсъжда симулирано кубинско нападение над член на Организацията на американските държави (ОАД), за да може САЩ да отреагира по същия начин. В документ на Пентагона се казва: „Фалшива кубинска атака срещу член на ОАД може да бъде подготвена така, че атакуваната държава да може да поиска незабавни мерки за самозащита и помощ от САЩ и ОАД“. Планът изразява убеденост, че „САЩ почти сигурно ще могат да осигурят необходимата подкрепа от 2/3 от членовете на ОАД за взаимни действия срещу Куба“. Влизащи в този състав началници на щабовете предлагат тези нападения да бъдат над Ямайка и Тринидад и Тобаго. Тъй като и двете са членки на Британската общност, то началниците на щабовете се надяват, че като хвърлят вината за атаките върху Куба, САЩ могат да подтикнат населението на Великобритания към подкрепа на военни действия срещу Куба. Както отбелязва един доклад на Пентагона:
„Всяко от изброените по-горе фалшиви действия са присъщи и изключително рисковани за нашата демократична система, в която сигурността след това ще може да бъде поддържана изключително трудно. Ако бъде взето решение за симулирани действия, то трябва да бъде достояние само на високопоставени американски лица. Това предполага незабележимо участие на военни сили в симулирани действия“.
В доклад на Пентагона дори се предлага да се плати на човек от правителството на Кастро, който да нападне САЩ. „Единственото, което трябва да се дообмисли, е подкупването на някой от подчинените на Кастро командири, който да инициира атака над американската база в Гуантанамо“.

## Реакции
Предложението е изпратено за одобрение на държавния секретар по отбраната Робърт МакНамара, но не е било изпълнено. Джон Ф. Кенеди лично отхвърля проекта „Нортуудс“ и отстранява ген. Лиман Лемницер от длъжността председател на началник-щабовете, въпреки че след това той става висш командващ на съюзниците от НАТО през 1963 г.
Продължаващият натиск над кубинското правителство от страна на вътрешни елементи от американските военни сили и Общността на интелигентните кара президента Дж. Ф. Кенеди да предприеме действия срещу сформиращите се антикомунистични движения, които целят скрити и открити действия срещу комунистическите движения по цял свят. След няколко провалили се опита за нападения над комунисти президентът уволнява изпълнителния директор Алън Дълас, заместник-директора Чарлз Кейбъл и заместник-директора Ричард Бийзъл, след което обръща внимание на Виетнам.
Кенеди също се опитва да предприеме мерки и срещу изпълнителните директори по въпросите на Студената война и невоенни действия като оповестява национален меморандум по действия, касаещи сигурността, който до голяма степен променя операциите по време на Студената война от страна на началник-щабовете и Пентагона, както и разузнавателните методи.
На 2 август 2001 Националната асамблея на Народната кубинска сила изисква изявление относно операция „Нортуудс“ и операция „Монгоус“, в която се осъждат американските планове.